# مذهب العصبون
مذهب العصبون هي فكرة أساسية حالياً اقترحت رسمياً في عام 1891 من قبل فالدير هارتز، بأن الجهاز العصبي يتكون من خلايا فردية منفصلة. صاغ فالدير مصطلح النيورون أو العصبون كوسيلة لتحديد الخلايا. مبدأ العصبية يشير إلى الخلايا العصبية هي حالات خاصة في إطار نظرية الخلية الأوسع التي تطورت في عقود سابقة. لم يستمد المبدأ من أبحاثه الخاصة ولكن من ملاحظات ألبرت فون كوليكر وكاميلو غولجي وفرانز نيسل وسانتياغو رامون إي كاخال وأوغست فوريل وغيرهم.